# Thomomys monticola
Thomomys monticola är en däggdjursart som beskrevs av J. A. Allen 1893. Thomomys monticola ingår i släktet Thomomys och familjen kindpåsråttor. IUCN kategoriserar arten globalt som livskraftig. Inga underarter finns listade i Catalogue of Life.
Denna gnagare förekommer i nordöstra Kalifornien och i angränsande områden av Nevada (USA). Habitatet utgörs av bergsängar och andra gräsmarker samt av öppna skogar.
Thomomys monticola bygger liksom andra kindpåsråttor under jordiska tunnelsystem och äter rötter, rotfrukter och vissa växtdelar som finns ovanpå marken. Under vintern kan boet ligga i snön ovanpå markytan. Utanför parningstiden lever hanar och honor ensam. Mellan juli och augusti föder honan en kull med 3 till 4 ungar efter cirka 19 dagar dräktighet. Livslängden går upp till fyra år.